# Nicolás Reniero
Gastón Nicolás Reniero (Villa del Rosario, 18 marzo 1995) è un calciatore argentino, attaccante del Lugo.

## Caratteristiche tecniche
È un centravanti.

## Carriera
Cresciuto nelle giovanili del San Lorenzo, ha esordito il 15 settembre 2016 con la maglia dell'Almagro in occasione del match di Copa Argentina perso 1-0 contro la Juventud Unida.

## Statistiche

### Presenze e reti nei club
Statistiche aggiornate al 26 febbraio 2018.
| Stagione        | Squadra         | Campionato      | Campionato | Campionato | Coppe nazionali | Coppe nazionali | Coppe nazionali | Coppe continentali | Coppe continentali | Coppe continentali | Altre coppe | Altre coppe | Altre coppe | Totale | Totale | Totale |
| Stagione        | Squadra         | Comp            | Pres       | Reti       | Comp            | Pres            | Reti            | Comp               | Pres               | Reti               | Comp        | Pres        | Reti        | Pres   | Reti   |        |
| --------------- | --------------- | --------------- | ---------- | ---------- | --------------- | --------------- | --------------- | ------------------ | ------------------ | ------------------ | ----------- | ----------- | ----------- | ------ | ------ | ------ |
| 2016            | Almagro         | BN              | 0          | 0          | CA              | 1               | 0               |                    | -                  | -                  |             | -           | -           | 1      | 0      |        |
| 2016-2017       | Almagro         | BN              | 37         | 15         | CA              | 1               | 0               |                    | -                  | -                  |             | -           | -           | 38     | 15     |        |
| Totale Almagro  | Totale Almagro  | Totale Almagro  | 37         | 15         |                 | 2               | 0               |                    | -                  | -                  |             | -           | -           | 39     | 15     |        |
| 2016-2017       | San Lorenzo     | PD              | 0          | 0          | CA              | 0               | 0               | CL                 | 2                  | 0                  |             | -           | -           | 2      | 0      |        |
| 2017-2018       | San Lorenzo     | PD              | 11         | 1          | CA              | 2               | 1               | CS                 | 0                  | 0                  |             | -           | -           | 13     | 2      |        |
| Totale carriera | Totale carriera | Totale carriera | 48         | 17         |                 | 4               | 1               |                    | 2                  | 0                  |             | -           | -           | 54     | 17     |        |

## Palmarès

### Competizioni nazionali
- Trofeo de Campeones de la Superliga Argentina: 1

Racing Club: 2019
- Supercopa Internacional: 1

Racing Club: 2022

### Competizioni internazionali
- Coppa Sudamericana: 1

Racing Club: 2024